# Thil (Ain)
Vous lisez un « bon article » labellisé en 2013.
Pour les articles homonymes, voir Thil.
Thil  (prononcées [til]) est une commune française située dans le département de l'Ain en région Auvergne-Rhône-Alpes, à environ 20 kilomètres de Lyon. Elle fait partie de l'unité urbaine de Lyon. Ses habitants sont appelés les Thilois.
Même si la commune appartient à la région naturelle de la Côtière, tout son territoire se trouve sur « les Brotteaux », la plaine en amont du coteau de la Côtière (contrairement aux quatre autres communes du canton de Miribel qui ont, elles, une partie de leurs territoires respectifs située sur le coteau).
Traversée par le canal de Miribel, Thil accueille également sur son territoire une partie du Grand Parc de Miribel-Jonage. Sa très faible déclivité (de 183 mètres à 174 mètres) et sa proximité au fleuve expliquent une histoire ponctuée par les crues du Rhône et les inondations : en effet, le premier village de Thil fut totalement englouti en 1196 et reconstruit plus au nord, à l'emplacement actuel du canal de Miribel avant d'être déplacé à nouveau (vers l'emplacement actuel du village) au XVIIIe siècle. Les dernières grandes crues du Rhône ont eu lieu le 17 mai 1983 et le 15 février 1990.
En 2008, peu d'habitants de Thil y travaillent : près de 60 % des actifs de 15 ans ou plus, ayant un emploi et résidant à Thil, travaillent dans un autre département que l'Ain, en particulier dans la Métropole de Lyon.

## Géographie

### Localisation
Thil se situe en banlieue de Lyon à environ 20 kilomètres du centre-ville lyonnais, 40 kilomètres de Villefranche-sur-Saône et 50 kilomètres de Bourg-en-Bresse. La commune se situe en bordure du Grand Parc de Miribel-Jonage (dont une petite partie est sur le territoire de la commune) ; à ce titre, Thil fait partie du Syndicat mixte pour l'aménagement et la gestion du Grand Parc de Miribel-Jonage. Enfin, elle est encadrée au nord par le coteau de la Côtière débouchant lui-même sur le plateau dombiste et au sud par le canal de Miribel, qui coule sur le territoire de la commune.

### Communes limitrophes
|                            | La Boisse |                           |
| Beynost                    | Thil      | Niévroz                   |
| Meyzieu(Métropole de Lyon) |           | Jonage(Métropole de Lyon) |

### Relief et géologie
La superficie de la commune est de 515 hectares ; l'altitude varie entre 174 et 183 mètres.
La commune est située dans la plaine du Rhône, sa proximité avec le fleuve installe le village sur les alluvions fluvio-glaciaires.

### Hydrographie

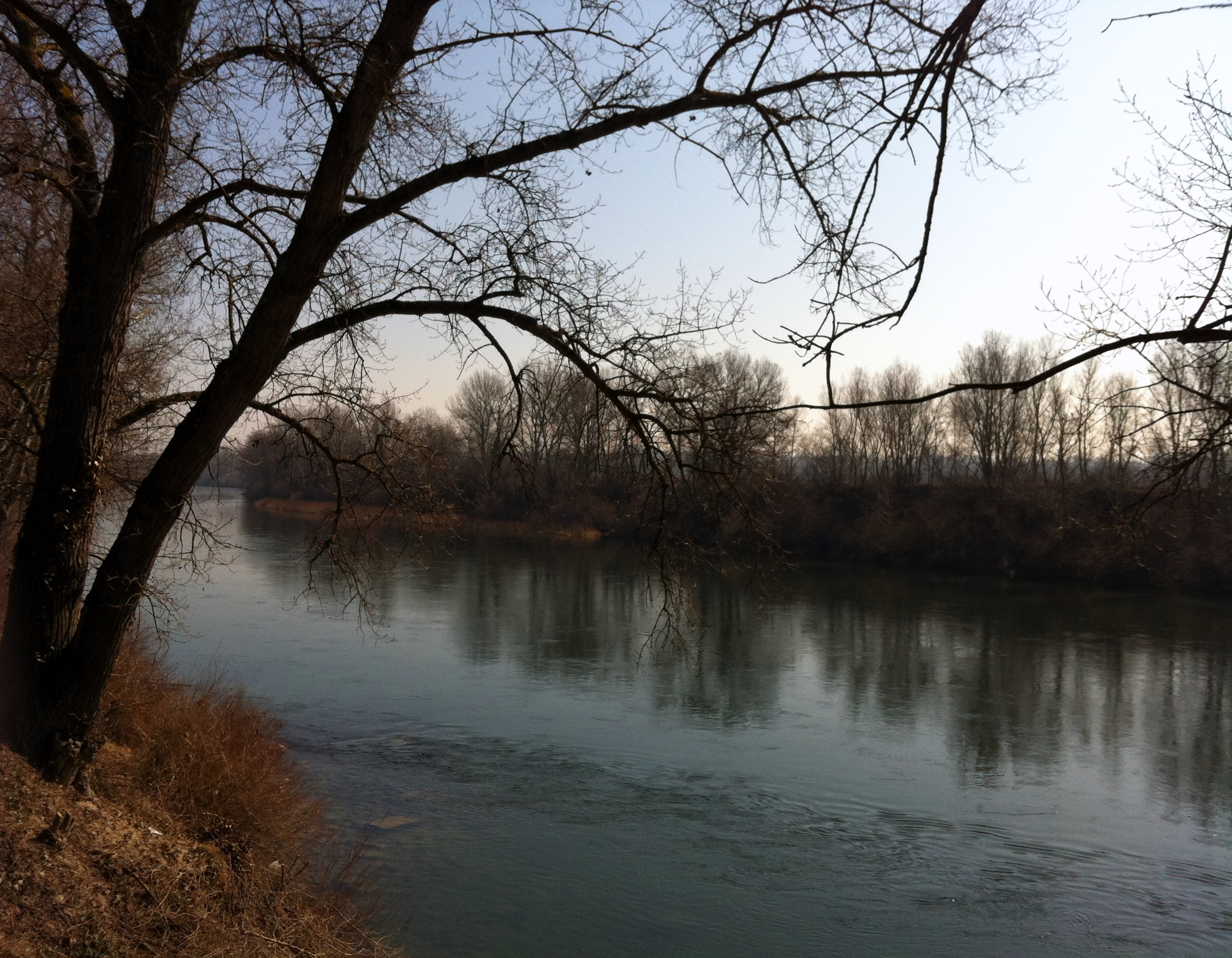
Le canal de Miribel à Thil.

#### Rhône
Le Rhône via le canal de Miribel coule sur le territoire de la commune. L'histoire du village est depuis le Moyen Âge, liée aux crues du Rhône : en 1196, la totalité des habitations fut détruite par une crue ce qui provoqua la reconstruction du village un peu plus au nord. En 1671, une nouvelle crue endommage une partie du village sans toutefois l'engloutir comme en 1196 alors que le village se trouvait sur le territoire actuel de Jonage, à l’orée des « balmes viennoises ». Les deux crues successives de 1711 et de 1716 détruisent partiellement l'église du village. Une nouvelle fois, le village est déplacé un peu plus au nord, sur la plaine inondable, mais l'église, elle, conserve son emplacement. La plaine est canalisée dès 1842 (construction du canal de Miribel). En 1899, la crue du Rhône endommage la digue, ce qui provoque l'inondation d'une partie du village. À la suite de cette dernière crue, la municipalité met en place l'utilisation de batardeaux pour contrôler les crues. Depuis, au moins quatre grandes crues ont eu lieu : celle de 1928, celle de 1957, celle du 17 mai 1983 et celle du 15 février 1990.
Un petit cours d'eau du Grand Parc de Miribel-Jonage, se jetant dans le lac des Eaux Bleues, coule sur le territoire de la commune.

#### Plans d'eau

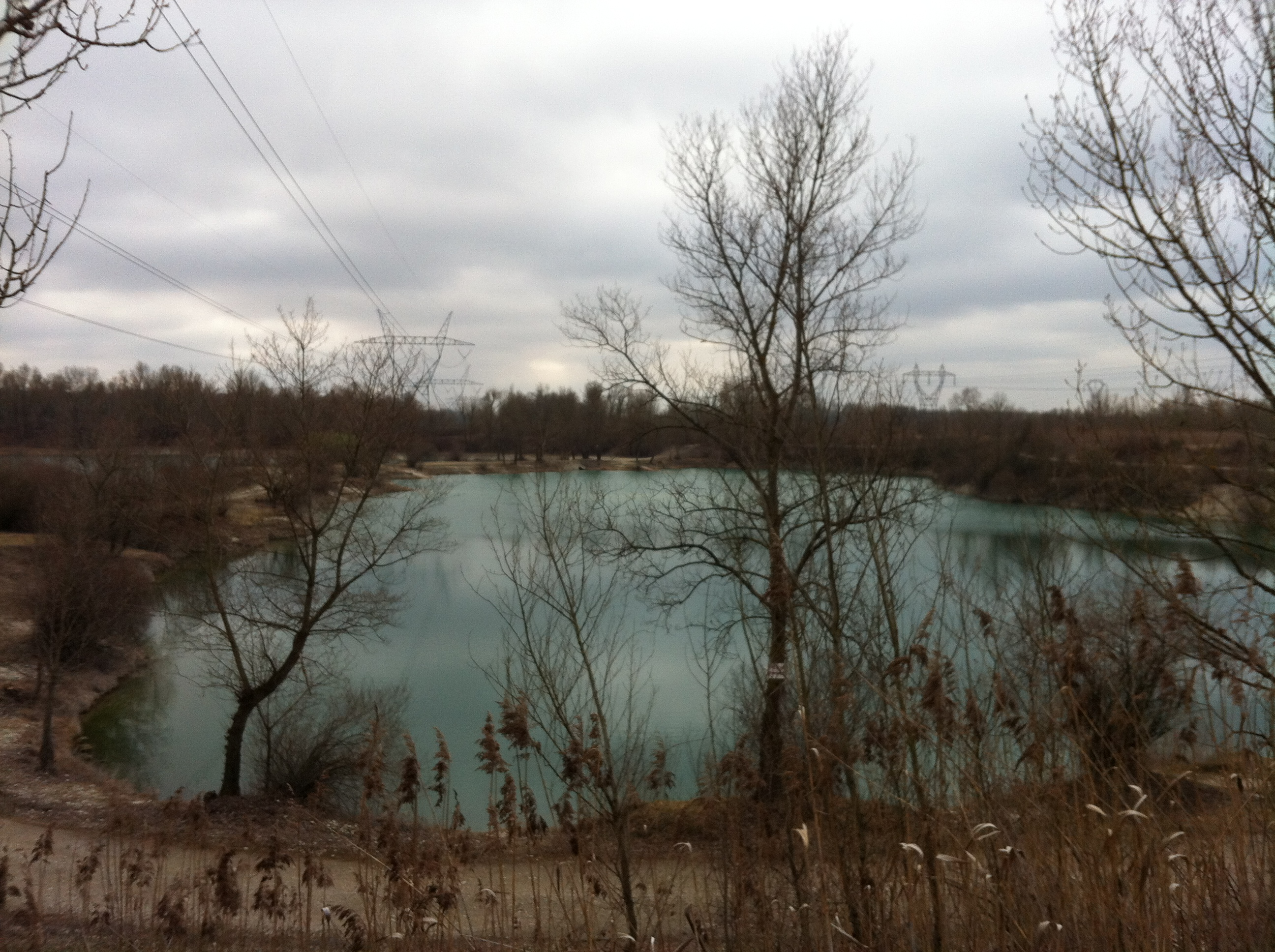
L'un des quatre bassins du plan d'eau de Thil.

Une petite partie du petit lac de la Forestière se trouve sur le territoire communal. Ce lac de l'île de Miribel-Jonage est au cœur du parc de Miribel-Jonage.
En bordure de la route de Niévroz (RD 61b) se trouve un plan d'eau de 11 hectares : il jouxte le canal de Miribel et a été creusé par l'activité d'une gravière (les « carrières de Thil ») dont l'activité a cessé dans les années 1990. Il est utilisé par l'association de pêche thiloise.

### Climat
Pour des articles plus généraux, voir Climat d'Auvergne-Rhône-Alpes et Climat de l'Ain.
En 2010, le climat de la commune est de type climat océanique altéré, selon une étude du CNRS s'appuyant sur une série de données couvrant la période 1971-2000. En 2020, Météo-France publie une typologie des climats de la France métropolitaine dans laquelle la commune est dans une zone de transition entre le climat semi-continental et le climat de montagne et est dans la région climatique Bourgogne, vallée de la Saône, caractérisée par un bon ensoleillement (1 900 h/an), un été chaud (18,5 °C), un air sec au printemps et en été et des vents faibles.
Pour la période 1971-2000, la température annuelle moyenne est de 12 °C, avec une amplitude thermique annuelle de 18 °C. Le cumul annuel moyen de précipitations est de 886 mm, avec 9,6 jours de précipitations en janvier et 6,8 jours en juillet. Pour la période 1991-2020, la température moyenne annuelle observée sur la station météorologique de Météo-France la plus proche, « Lyon-Bron », sur la commune de Bron à 12 km à vol d'oiseau, est de 13,0 °C et le cumul annuel moyen de précipitations est de 820,8 mm,. Pour l'avenir, les paramètres climatiques de la commune estimés pour 2050 selon différents scénarios d'émission de gaz à effet de serre sont consultables sur un site dédié publié par Météo-France en novembre 2022.

### Voies de communication et transports
Thil se trouve à proximité de plusieurs modes de transports en commun, permettant de rejoindre Lyon ou Ambérieu-en-Bugey. Depuis février 2012, la commune est desservie par le réseau de bus Côtière liberté réseau intercommunal, qui permet de rallier, depuis Thil, la gare de Beynost via la ligne 1.

#### Transports routiers

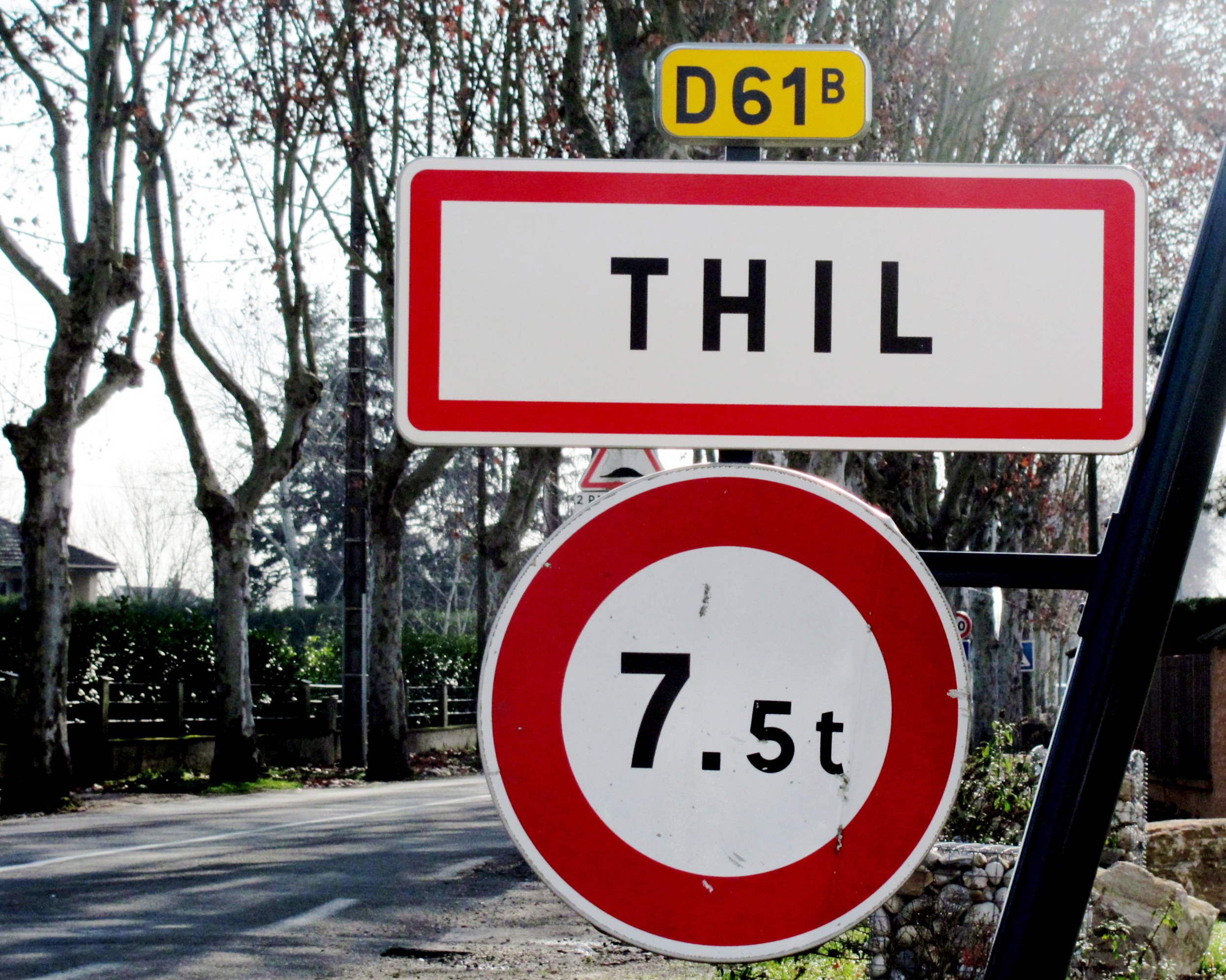
Panneau d'entrée à Thil, en venant de Beynost, sur la RD 61b.

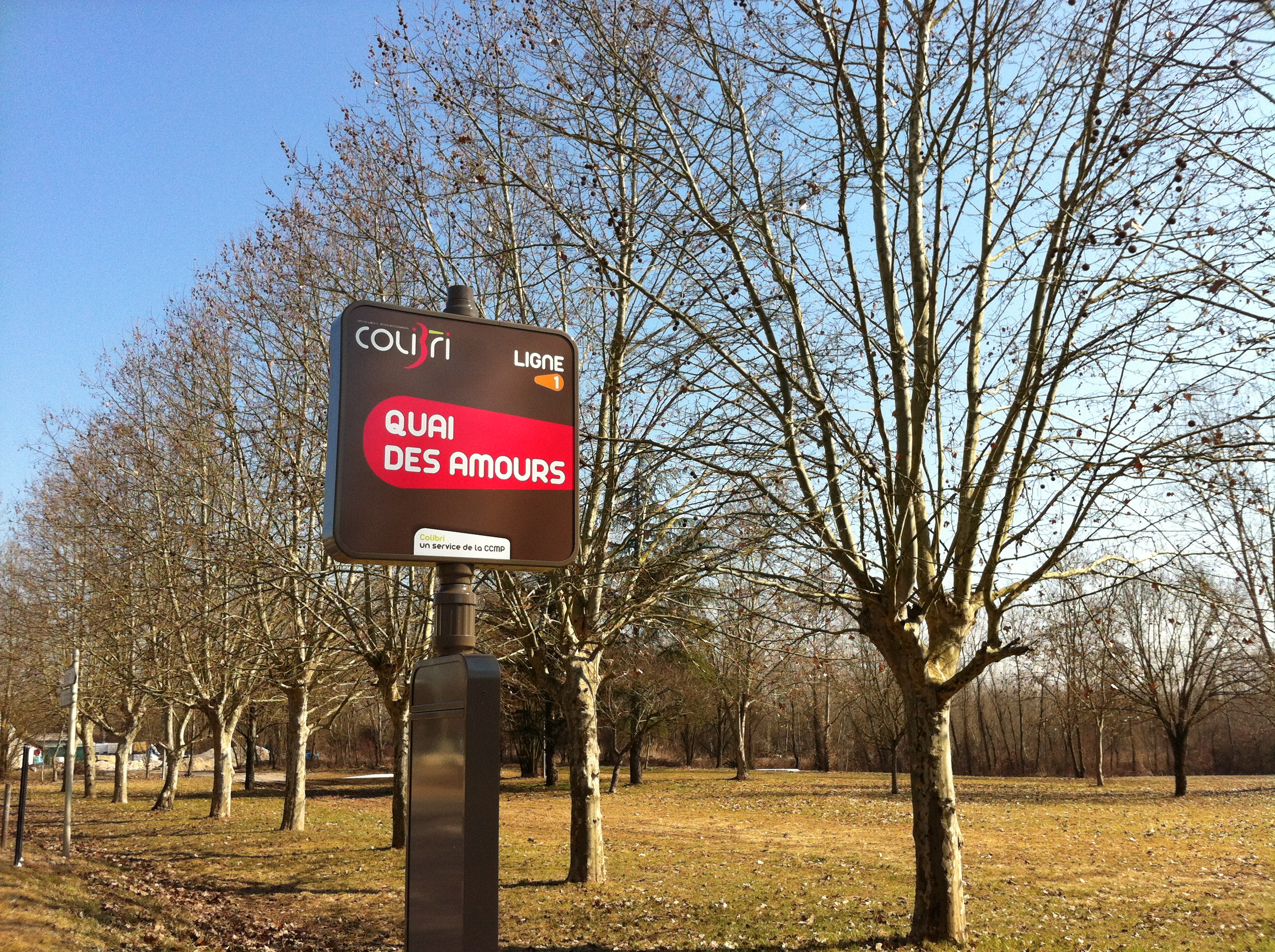
Arrêt Quai des amours à Thil, à proximité du canal de Miribel.

Deux routes départementales desservent Thil : la RD 61b qui traverse le village et relie Beynost à Niévroz ; la RD 61a qui croise la RD 61b au niveau de l'arrêt Colibri « Quai des amours » et qui relie Thil à Montluel et La Boisse. La gare de Beynost, proche de Thil, est accessible via la ligne 1 de Colibri. Fin 2012, on estime que 400 usagers thilois payants par mois empruntent le réseau.
La commune se trouve à proximité de l'autoroute A42 dont la sortie la plus proche est à Beynost. Elle se trouve également toute proche de la jonction entre l'autoroute A42 et l'autoroute A432 à La Boisse. Le viaduc de la Côtière passe d'ailleurs très ponctuellement le territoire communal. Enfin l'A46 traverse le territoire communal.
Le tronçon Beynost-Thil de la ligne 1 de Colibri dont l'exploitation a débuté en février 2012, fonctionne en « transport à la demande » durant les heures creuses. La réservation se fait via une centrale de réservation téléphonique. Aux heures de pointe, le service fonctionne normalement sur le tronçon (sans nécessité de réserver). Six arrêts se trouvent à Thil : Champ du Perron, La Verchère, Le verger, Quai des amours, Rue neuve et Thil mairie.

## Urbanisme

### Typologie
Au 1er janvier 2024, Thil est catégorisée bourg rural, selon la nouvelle grille communale de densité à 7 niveaux définie par l'Insee en 2022.
Elle est située hors unité urbaine. Par ailleurs la commune fait partie de l'aire d'attraction de Lyon, dont elle est une commune de la couronne,. Cette aire, qui regroupe 397 communes, est catégorisée dans les aires de 700 000 habitants ou plus (hors Paris),.

### Occupation des sols
L'occupation des sols de la commune, telle qu'elle ressort de la base de données européenne d’occupation biophysique des sols Corine Land Cover (CLC), est marquée par l'importance des territoires agricoles (78,9 % en 2018), en augmentation par rapport à 1990 (72,1 %). La répartition détaillée en 2018 est la suivante : 
terres arables (67,6 %), zones urbanisées (14 %), prairies (6,9 %), zones agricoles hétérogènes (4,4 %), zones industrielles ou commerciales et réseaux de communication (3,5 %), forêts (2,8 %), eaux continentales (0,8 %).
L'évolution de l’occupation des sols de la commune et de ses infrastructures peut être observée sur les différentes représentations cartographiques du territoire : la carte de Cassini (XVIIIe siècle), la carte d'état-major (1820-1866) et les cartes ou photos aériennes de l'IGN pour la période actuelle (1950 à aujourd'hui).

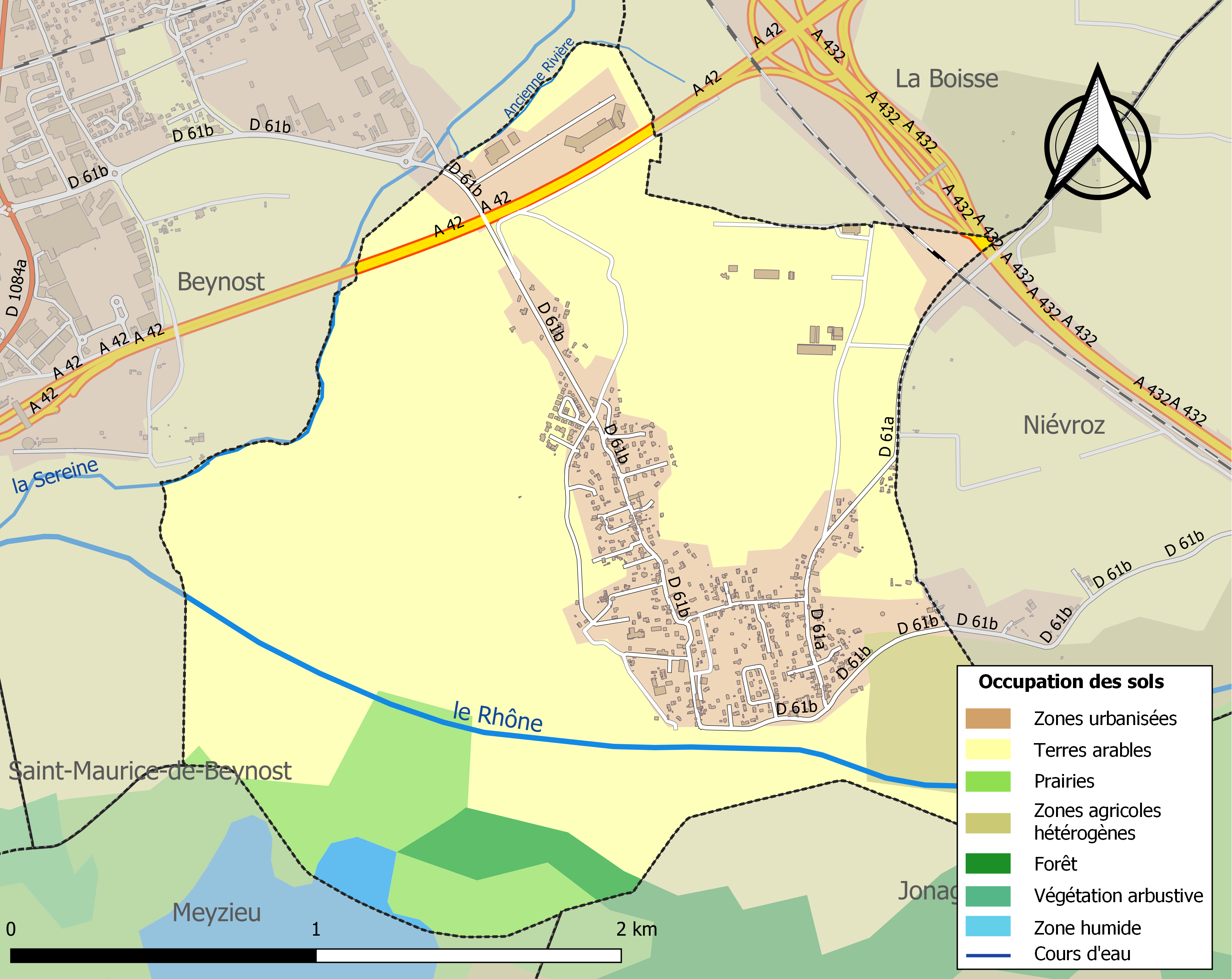
Carte des infrastructures et de l'occupation des sols de la commune en 2018 (CLC).

### La «maison typique»

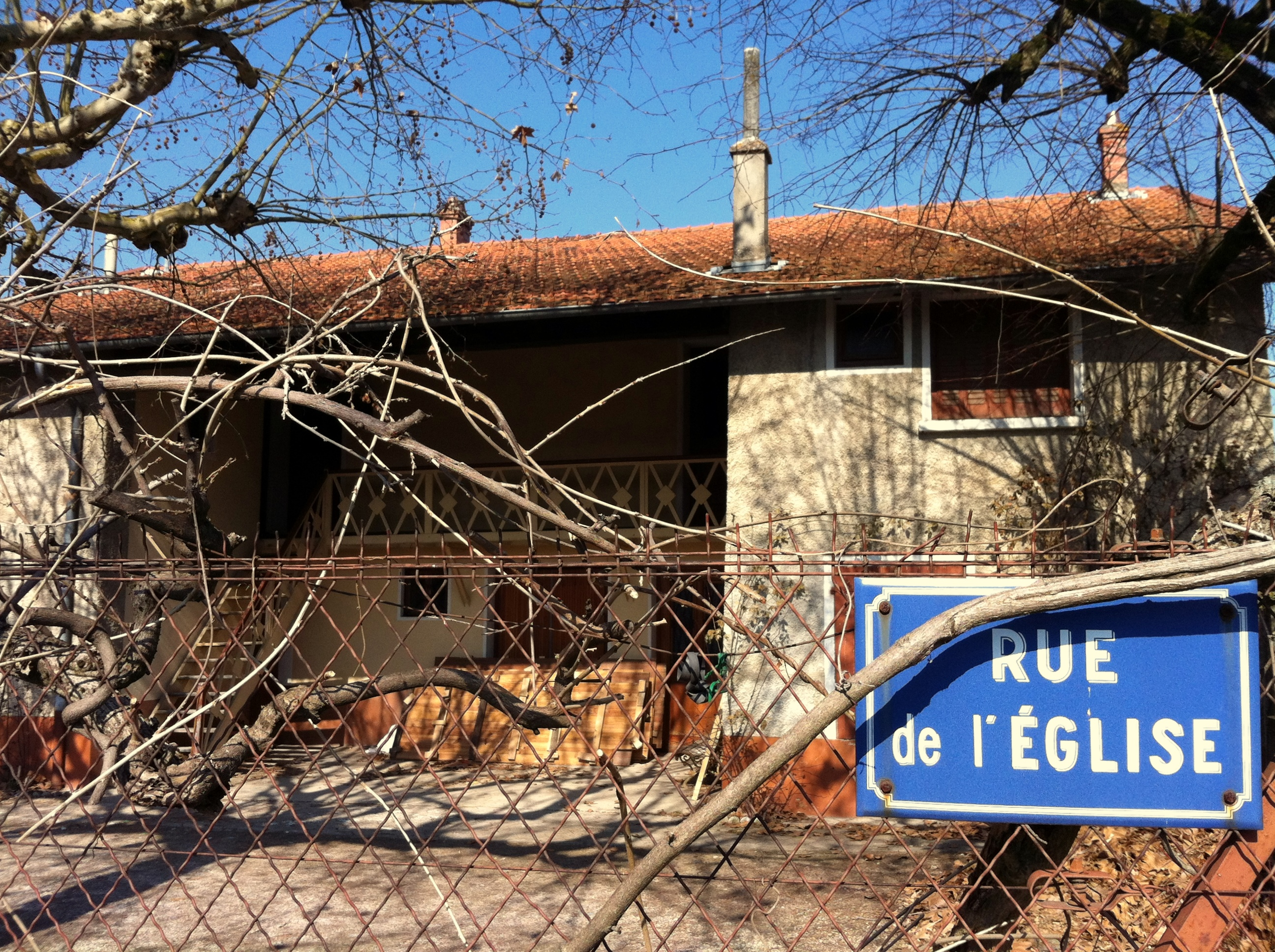
Maison thiloise traditionnelle.

Les crues récurrentes ont conditionné l'habitat thilois. Un type de maison, très fréquente dans la Dombes, est encore observable dans le bourg du village : « La maison traditionnelle de Thil comportait un rez-de-chaussée, qui servait généralement de remise et un logement à l'étage, pour être à l'abri des crues ». Par le passé, ces maisons étaient également closes par un mur haut d'environ deux mètres, constituant un premier rempart à la crue.

### Logements
En 2009, le nombre total de logements dans la commune était de 371, alors qu'il était de 341 en 1999.
Parmi ces logements, 95,6 % étaient des résidences principales, 3,5 % des résidences secondaires et 0,8 % des logements vacants. Ces logements étaient pour 93,5 % d'entre eux des maisons individuelles et pour 4,9 % des appartements.
La proportion des résidences principales, propriétés de leurs occupants, était de 88,3 %, stable par rapport à 1999 (87,2 %).
68,4 % des résidences principales avaient cinq pièces ou plus et 99,1 % disposaient d'une salle de bain avec baignoire ou douche.

### Projets d'aménagement

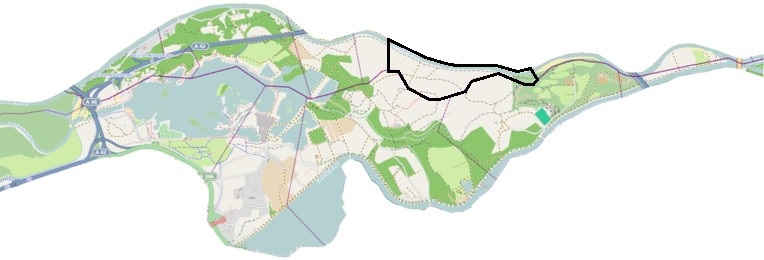
Mise en évidence (en noir) du territoire thilois du parc de Miribel-Jonage.

Un projet de passerelle à même de franchir le canal de Miribel, reliant ainsi le village de Thil à son territoire communal situé dans le parc de Miribel-Jonage, est envisagé. Ce projet s'inscrirait dans le cadre du projet « Anneau Bleu » qui regroupe des actions d'aménagement liées à l'eau, notamment dans les communes du Symalim.
En 2013, le projet d'un assainissement collectif est envisagé à Thil. En juillet de cette même année, le conseil municipal entérine la décision de doter la commune de cet équipement. Les travaux sont prévus à partir de l'année 2014.

## Toponymie
Thil viendrait de Tilio signifiant possiblement Tilleul même si en francoprovençal, Tilio signifie teille et probablement teille de chanvre ; en effet, des documents du XVIIe siècle attestent de la présence de chènevières à Thil. Cette dernière hypothèse est généralement retenue.

## Histoire

### Antiquité
Il existe une légende sur la fondation du village :
« Voilà mille ans, sept mariniers dédièrent une chapelle à saint Florent. Autour de celle-ci fut créé le village de Thil ».
Durant l'Antiquité, le territoire communal actuel se trouve sur le territoire des Ambarres, une tribu gauloise dont le nom signifie « vivant des deux (*amb) côtés de la Saône (Arar, la Saône) ». Cette terminologie se retrouve également dans le nom d'Ambérieux-en-Dombes, en amont du Rhône et au nord-est de Thil.
Du point de vue archéologique, quelques objets témoignant de l'occupation romaine ont été découverts à Thil : le plus ancien vestige est une pièce en or (aureus) du règne de l'empereur Domitien, trouvé au bord du Rhône avant 1863.

### Moyen Âge
La première mention connue du village daterait de 1152 : une bulle du pape Eugène III confirme alors la dépendance de l'église de Thil à la basilique Saint-Martin d'Ainay de Lyon.
Au cours du Moyen Âge, le village change d'emplacement à cause des crues successives : d'un emplacement initial situé sur le territoire actuel de Jonage, le village « glisse » progressivement vers son emplacement actuel.
Malgré l'absence de références sur le sujet, il semble que le territoire de la commune ait été ensuite soumis à l'autorité de la seigneurie de Miribel ; à ce titre, une partie de la région actuelle de la Côtière, et donc Thil, fait partie de la Dombes. Or, le mariage du 15 juillet 1218 entre la fille du sire de Baugé et Humbert V de Beaujeu fait passer la Dombes dans le domaine des Beaujeu jusqu'en 1400. La partie sud de la Dombes (la Côtière actuelle) appartient aux sires de Thoire et Villars (également possessionnés dans le Bugey).
Les terres de Humbert VII de Thoire (dont le territoire sur lequel se trouve la commune) sont vendues en 1402, entre autres aux ducs de Savoie, même si le traité de Paris en 1355 semble avoir été une première étape de cette cession.

### Renaissance et Révolution française

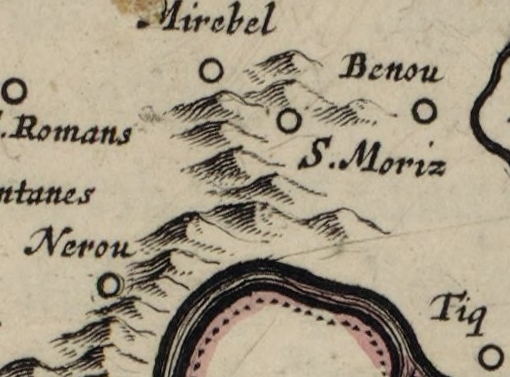
Extrait d'une carte de la Bresse du XVIe siècle indiquant Thil sous la dénomination « Tiq ».

La Renaissance voit le rattachement progressif de la Dombes, à laquelle appartient alors Thil, à la France. En 1523, François Ier institue alors un Parlement afin d'administrer la Dombes en son nom : le parlement de Dombes, qui siège d'abord à Lyon, par « territoire emprunté ».
Le 17 janvier 1601, par le traité de Lyon, Henri IV annexe la Dombes à la France : Thil est désormais entièrement française.
Les inondations successives font que très peu de bâtiments antérieurs au XVIIIe siècle subsistent de nos jours à Thil, contrairement à ce qui peut s’observer dans les villages alentour. Il semble qu'au XVIIIe siècle, Thil connaisse une importante activité fluviale doublée d'une importante fabrication de tuiles (activité qui perdure jusqu'à 1923).
Dans l'hypothèse de la tutelle du marquisat de Miribel sur Thil, les décrets de la nuit du 4 août 1789 ont pour conséquence d'abolir celle-ci.

### Époque contemporaine

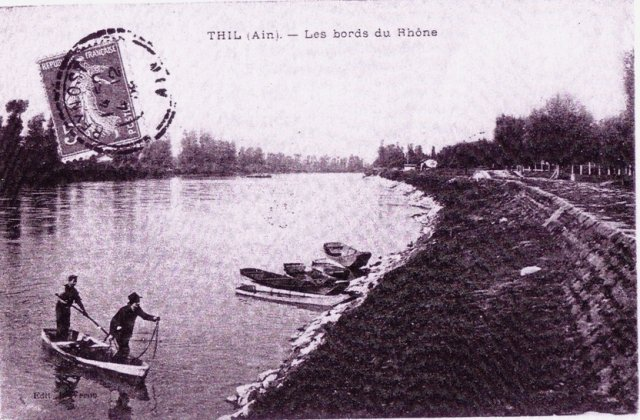
Le canal de Miribel à Thil, dans les années 1900.

#### Le rapport au fleuve
Pour exploiter ses bois et ses pâturages situés de part et d'autre du fleuve, la commune construit, en 1882, un bac à traille, utilisé jusqu'en 1928.
En 1899, la crue du Rhône endommage la digue, ce qui provoque l'inondation d'une partie du village. À la suite de cette dernière crue, la municipalité met en place l'utilisation de batardeaux pour contrôler les crues. Depuis, au moins quatre grandes crues ont eu lieu : celle de 1928, celle de 1957, celle du 17 mai 1983 et celle du 15 février 1990.
En 2021, le documentaire Thil née du fleuve de Philippe Crozier, commandé par la DREAL, est tourné à Thil. Il revient sur le risque inondation dans la commune et fait intervenir le témoignage d'habitants à ce propos. Il est projeté aux habitants en mai 2022.

#### Seconde Guerre mondiale
L'année 1943 voit l'arrivée de 300 hommes de l'armée allemande à Thil : s'entraînant dans la région, ils sont logés dans une bâtisse nommée (abusivement) le Château ou chez l'habitant. Le Château est une grande maison en pisé faisant face à l'ancienne mairie-école et datant des années 1830. Celle-ci fut utilisée comme maison de campagne par diverses familles lyonnaises ; aujourd'hui, elle est divisée en appartements mis en location.

## Politique et administration

### Résultats politiques
Le vote à Thil favorise le plus souvent la droite. Cette tendance semble confirmée par la plupart des consultations électorales récentes, locales et nationales, même si les élections régionales de 2010 ont placé la liste conduite par Jean-Jack Queyranne en tête à Thil, avec 51,17 % des suffrages exprimés. En 2012, le premier tour voit Nicolas Sarkozy (UMP) arriver en tête avec 35,49 % des suffrages exprimés, suivi de François Hollande (PS) avec 24,45 % et Marine Le Pen (FN) crédité de 20,82 % ; la participation a été de 89,85 %.
Au second tour de l'élection présidentielle de 2002, les électeurs ont voté à 75,91 % pour Jacques Chirac (RPR) et à 24,09 % pour Jean-Marie Le Pen (FN), avec une participation de 79,50  % ; celle-ci est bien supérieure au second tour de l'élection présidentielle de 2007 : 90,62 % de participation parmi laquelle 62,81 % des électeurs ont voté pour Nicolas Sarkozy (UMP) et 37,19 % pour Ségolène Royal (PS).
Au deuxième tour des élections législatives de 2002, 57,02 % des électeurs de Thil ont voté pour Michel Voisin (UMP) et 42,98 % pour Michel Raymond (PS), avec un taux de participation de 53,16 %. Au premier tour, Michel Voisin était arrivé en tête avec 40,76 % des suffrages exprimés. Il améliore d'ailleurs ce score du premier tour à Thil, en 2007, élection à laquelle il obtient 48,29 % au premier tour.
Aux élections européennes de 2009, les deux meilleurs scores à Thil étaient ceux de la liste de la majorité présidentielle conduite par Françoise Grossetête, qui a obtenu 87 suffrages soit 28,71 % des suffrages exprimés et d'Europe Écologie conduite par Michèle Rivasi, qui a obtenu 59 suffrages soit 19,47 % des suffrages exprimés, pour un taux de participation de 42,02 %.
Lors du scrutin municipal de 2008, il y eut deux tours (14 élus au premier tour), Bruno Loustalet a été élu conseiller municipal au premier tour avec le 4e total de 295 voix (60,5 % des exprimés). Le taux de participation a été de 66,53 % au premier tour et de 54,23 % au second tour. Bruno Loustalet a ensuite été élu maire par le conseil municipal.

### Administration municipale
| Période  | Période  | Identité        | Étiquette | Qualité                                              |
| -------- | -------- | --------------- | --------- | ---------------------------------------------------- |
| 1945     | 1964     | Marius Pernaud  |           | Président de la commission municipale créée fin 1944 |
| 1964     | 1971     | Jean Dost       |           |                                                      |
| 1971     | 1977     | Albert Décot    |           |                                                      |
| 1977     | 1989     | Roger Girma     | PS        |                                                      |
| 1989     | 2008     | Michel Vienot   |           | Réélu en 1995 et 2001                                |
| 2008     | mai 2020 | Bruno Loustalet | SE        | Chef d'entreprise                                    |
| mai 2020 | En cours | Valérie Pommaz  |           |                                                      |

La famille Dumont a donné deux maires à Thil ; trois maires furent issus des familles Durand et trois autres de la famille Richard.

### Politique environnementale

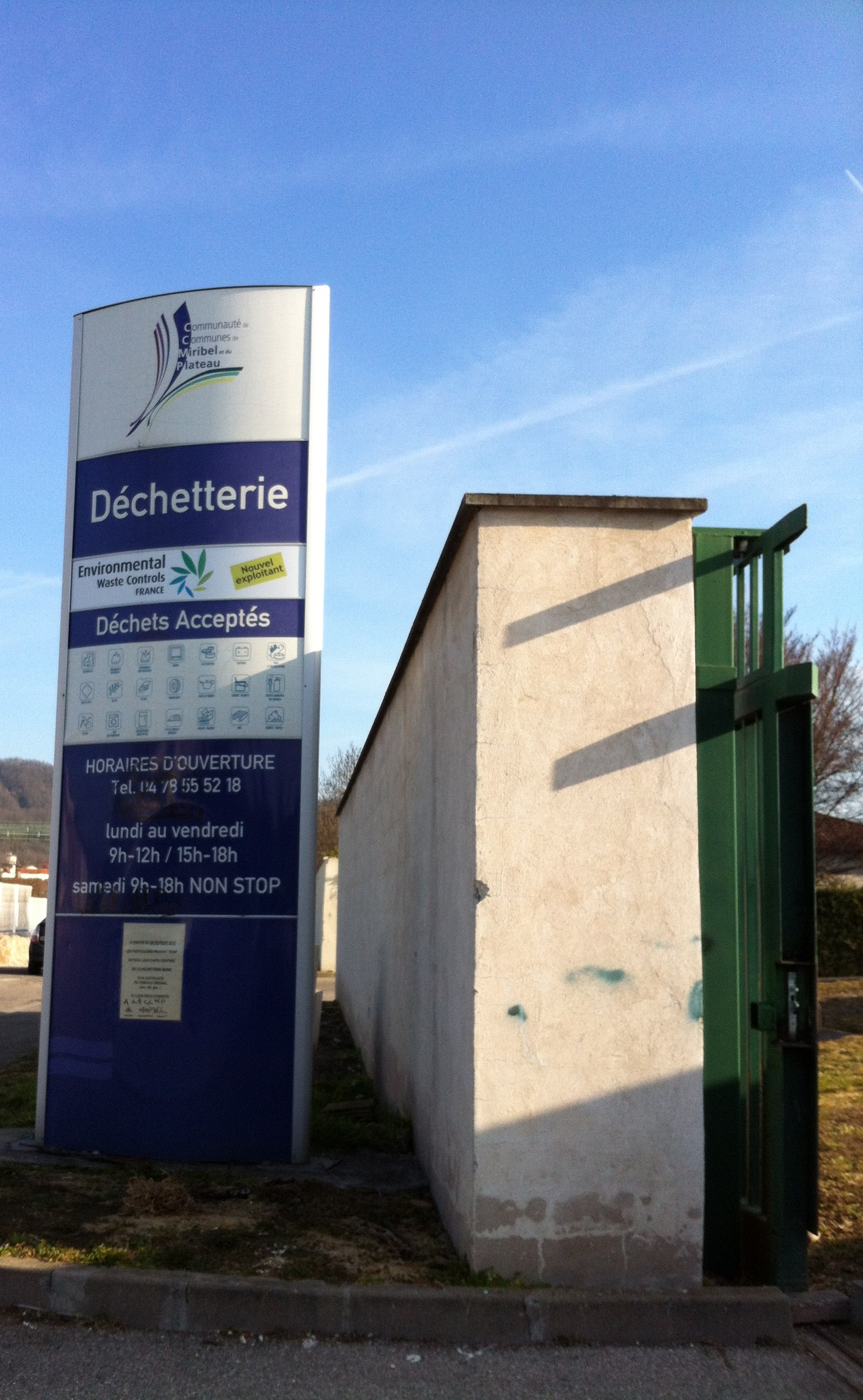
Déchèterie communautaire, située à Miribel.

#### Prévention des inondations
Soumise aux risques majeurs de crues du Rhône, la commune agit sur plusieurs axes :
- la mise en place d'un système de notification par téléphonie, SMS et message électronique, de la population[35] ;
- la participation au sein de la communauté de communes de Miribel et du Plateau au plan de prévention du ruissellement des inondations, destinés à casser la vitesse de ruissellement sur le coteau[36], en effet, le ruissellement sur le coteau participe à une montée des eaux éventuelle du canal de Miribel.

De plus, la commune élabore un « plan de prévention du risque d’inondation (PPRI) » qui devrait être soumis par la suite, à enquête publique ; ce projet s'avère connexe au dossier concernant la protection des zones de captage du château d'eau de Thil. L'enquête publique relative à ce PPR s'est achevée en janvier 2013.
La proximité au fleuve induit une présence récurrente de moustiques. De ce fait, le territoire communal appartient à la zone de lutte contre les moustiques du département de l'Ain. Une campagne annuelle de démoustication est donc organisée à Thil, chaque année.

#### Gestion des déchets
Appartenant à la communauté de communes de Miribel et du Plateau, la commune de Thil participe au fonctionnement de la déchèterie communautaire, située à Miribel dans la zone d'activités de la Tuilière de la Tuillière.

### Jumelages
Au 4 juillet 2013, Thil n'est jumelée avec aucune autre commune.

## Population et société

### Démographie
L'évolution du nombre d'habitants est connue à travers les recensements de la population effectués dans la commune depuis 1793. Pour les communes de moins de 10 000 habitants, une enquête de recensement portant sur toute la population est réalisée tous les cinq ans, les populations de référence des années intermédiaires étant quant à elles estimées par interpolation ou extrapolation. Pour la commune, le premier recensement exhaustif entrant dans le cadre du nouveau dispositif a été réalisé en 2007.
En 2022, la commune comptait 1 208 habitants, en évolution de +12,69 % par rapport à 2016 (Ain : +5,15 %, France hors Mayotte : +2,11 %).
| 1793 | 1800 | 1806 | 1821 | 1831 | 1836 | 1841 | 1846 | 1851 |
| ---- | ---- | ---- | ---- | ---- | ---- | ---- | ---- | ---- |
| 228  | 234  | 265  | 246  | 276  | 269  | 260  | 268  | 259  |

| 1856 | 1861 | 1866 | 1872 | 1876 | 1881 | 1886 | 1891 | 1896 |
| ---- | ---- | ---- | ---- | ---- | ---- | ---- | ---- | ---- |
| 264  | 277  | 275  | 263  | 255  | 256  | 233  | 248  | 249  |

| 1901 | 1906 | 1911 | 1921 | 1926 | 1931 | 1936 | 1946 | 1954 |
| ---- | ---- | ---- | ---- | ---- | ---- | ---- | ---- | ---- |
| 241  | 243  | 247  | 224  | 201  | 233  | 247  | 216  | 234  |

| 1962 | 1968 | 1975 | 1982 | 1990 | 1999 | 2006  | 2007  | 2012  |
| ---- | ---- | ---- | ---- | ---- | ---- | ----- | ----- | ----- |
| 282  | 364  | 480  | 588  | 769  | 949  | 1 063 | 1 079 | 1 030 |

| 2017  | 2022  | - | - | - | - | - | - | - |
| ----- | ----- | - | - | - | - | - | - | - |
| 1 088 | 1 208 | - | - | - | - | - | - | - |

### Enseignement
Thil est située dans l'académie de Lyon. Depuis 1992, l'école primaire (maternelle et élémentaire) est installée dans de nouveaux locaux. En juin 2011, elle prend le nom suivant : « École de La Riotte ». Les effectifs sont de 111 élèves à la rentrée 2011.
Pour l'enseignement secondaire, Thil est rattachée au collège Émile-Cizain de Montluel ; le lycée le plus proche est le lycée de la Côtière, à La Boisse.

### Santé
En 2008, un seul médecin généraliste est installé dans la commune : son départ à la retraite est envisagé en 2025. Toujours en 2008, l'établissement de soins le plus proche était à 14 kilomètres (la clinique « Lyon Nord » à Rillieux-la-Pape). Le dentiste, l'infirmier, le kinésithérapeute et la pharmacie les plus proches, sont eux, à une distance de 3 à 5 kilomètres, tous situés sur le territoire de la commune de Beynost.
Le service d'urgences le plus proche est également à la clinique « Lyon Nord » de Rillieux-la-Pape.

### Sports et associations
Un comité des fêtes associatif nommé « Festhilité » coordonne la plupart des évènements organisés à Thil.
Le FC Luenaz résulte d'une fusion  entre les clubs de La Boisse et de Niévroz. En 1996, le FC Luenaz intègre le club de Thil : l’Association sportive de Thil. Le FC Luenaz utilise le stade de football de Thil pour les matchs ou les entraînements de ses différentes équipes. À proximité immédiate du stade, se trouvent une aire de jeux et un terrain de basket ball. Le plan d'eau de Thil est utilisé par l'association locale « les pêcheurs thilois ».
En juillet 2013, la première édition du festival culturel « Côtière des Arts » est organisée en bord de Rhône, à Thil. Elle rassemble alors vingt trois peintres, sculpteurs et photographes.

### Médias
Le journal Le Progrès propose une édition quotidienne dédiée à la Dombes et à la Côtière. L'hebdomadaire Voix de l'Ain propose des informations locales pour les différentes régions du département de l'Ain : il évoque régulièrement la région de Thil ; le Journal de la Côtière traite lui spécifiquement des évènements survenant dans les cantons de Miribel (et donc des évènements de Thil), de Montluel et de Meximieux. Enfin, la mairie édite Les Brèves de Thil, bulletin bimestriel d'information locale.
Depuis 1981, une station locale de radio, Fréquence Côtière, émet de Montluel. Dans les années 2000, son nom a évolué pour devenir FC radio.

### Cultes

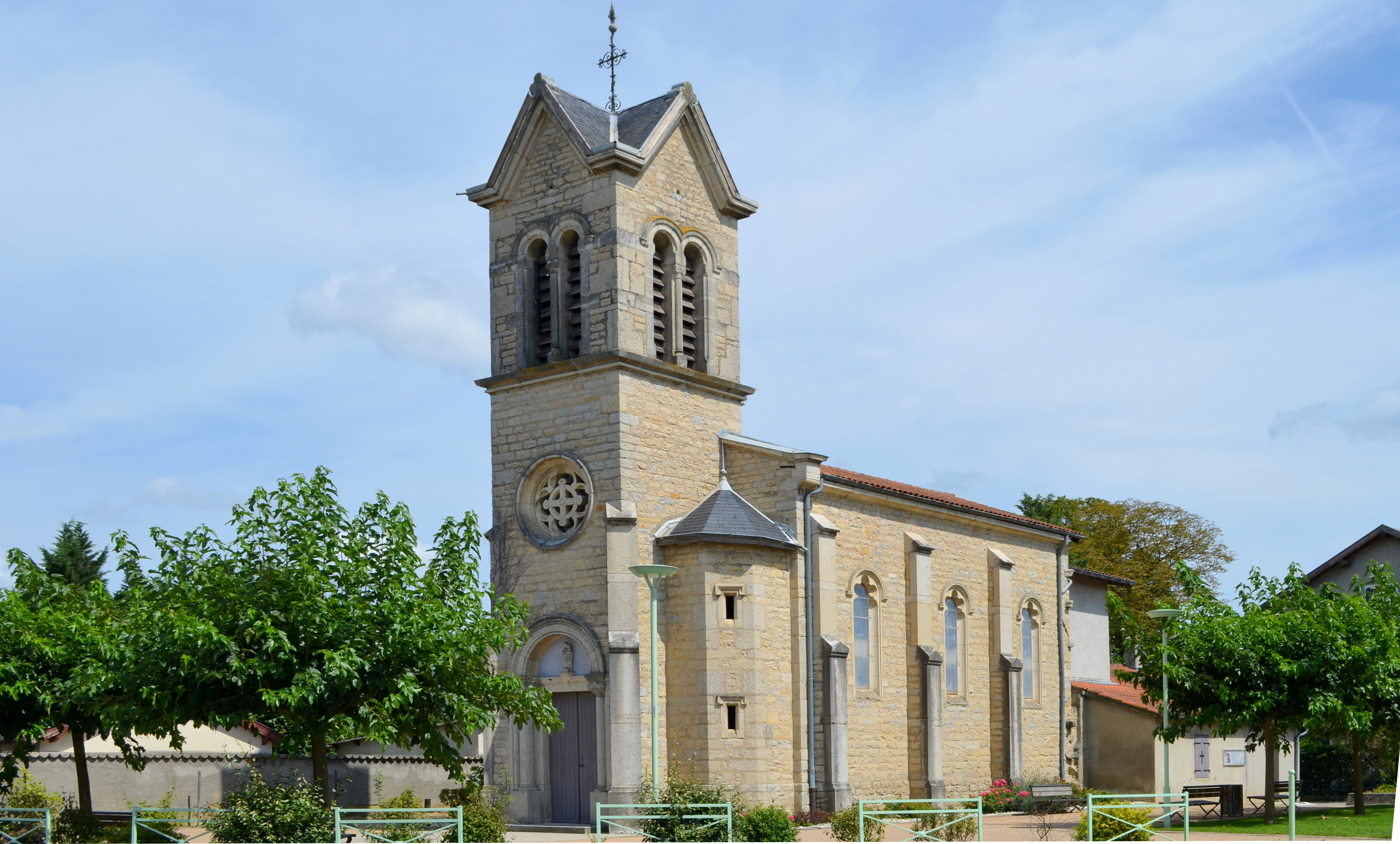
L'église Saint-Florent.

#### Culte catholique
Au sein du diocèse de Belley-Ars dans l'archidiocèse de Lyon, la commune dépend du groupement paroissial de Miribel qui dispose d'un lieu de culte à Thil : l'église Saint-Florent. Au sein de ce groupe paroissial, se trouvent également : Miribel, Beynost, le Mas Rillier, Saint-Maurice-de-Beynost, Neyron et Les Échets, c'est-à-dire les paroisses se trouvant dans le canton de Miribel.
Si l'église est consacrée à saint Florent, une incertitude demeure sur l'identité de ce saint : il s'agit très probablement de Florent de Vienne, évêque de Vienne dans le Dauphiné et fêté en principe, le 3 janvier. Or, la fête thiloise de la vogue se tenait autrefois fin octobre.
La communauté de Thil des missionnaires du Sacré-Cœur est installée rue Neuve : elle constitue une sorte de maison de retraite pour religieux leur permettant ainsi de poursuivre leur mission.

#### Culte musulman
Deux salles de prière du culte musulman sont situées à Montluel, à proximité de Thil.

## Économie

### Revenus de la population et fiscalité
En 2009, 73,2 % des foyers fiscaux de la commune étaient imposables.
En 2010, le revenu fiscal médian par ménage était de 49 230 €, ce qui plaçait Thil au 348e rang parmi les 31 525 communes de plus de 39 ménages en métropole.

### Emploi
En 2009, la population âgée de 15 à 64 ans s'élevait à 722 personnes, parmi lesquelles on comptait 75,1 % d'actifs dont 71,5 % ayant un emploi et 3,6 % de chômeurs.
On comptait 202 emplois dans la zone d'emploi, contre 165 en 1999. Le nombre d'actifs ayant un emploi résidant dans la zone d'emploi étant de 520, l’indicateur de concentration d'emploi est de 38,9 %, ce qui signifie que la zone d'emploi offre moins d'un emploi pour deux habitants actifs.

### Entreprises et commerces
Au 31 décembre 2010, Thil comptait 50 établissements : quatre dans l’agriculture-sylviculture-pêche, neuf dans l'industrie, sept dans la construction, 24 dans le commerce-transports-services divers et six étaient relatifs au secteur administratif.
En 2011, quatre entreprises ont été créées à Thil.

#### Agriculture

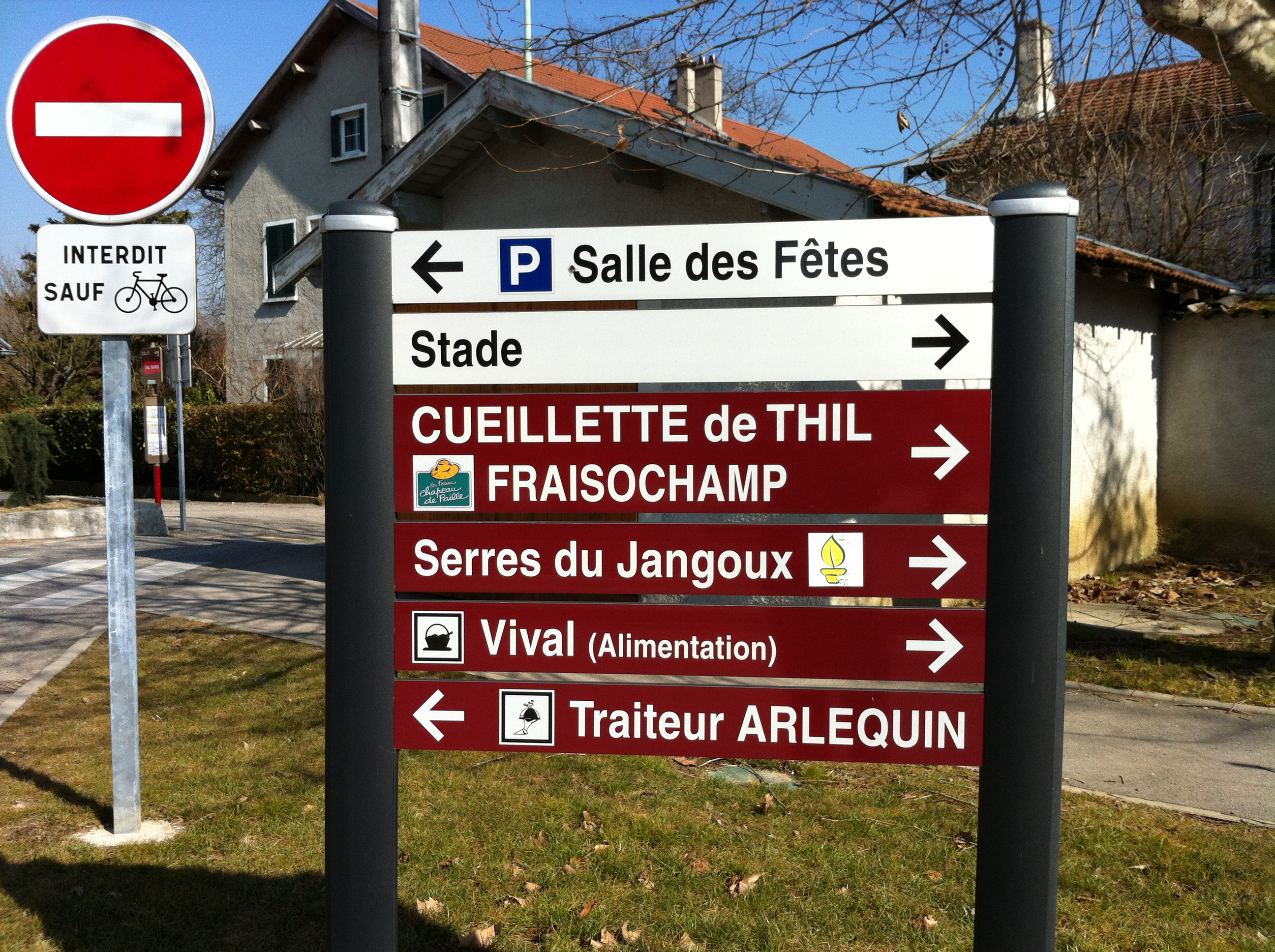
Panneau à Thil indiquant diverses exploitations agricoles.

Le nombre d'exploitations agricoles est passé de 10 en 1988 à 5 en 2000 et 4 au 31 décembre 2009 : aucune activité d'élevage n'est présente ; en effet, l'activité se répartit entre grandes cultures (notamment céréales) et culture maraîchères et fruitières dont une exploitation offrant la possibilité aux consommateurs finaux de cueillir eux-mêmes les fruits et légumes). En 2000, la surface thiloise totale cultivée (céréales et culture maraîchère et fruitière) était de 268 hectares.

## Culture et patrimoine

### Monuments

#### Les ports (disparus) de Thil
Un premier port, celui dit  de la Riotte  semble avoir existé sous l'Ancien Régime. Son existence est sujette à caution malgré les quelques mentions dans les registres paroissiaux.
Le port de Thil a existé au XIXe siècle et au début du XXe siècle. D'abord implanté au lieu-dit du Chemin du Poteau, il a ensuite été implanté au lieu-dit du Gravier des Loups. Comme à Miribel ou à Neyron, le passage du Rhône s'effectuait avec un bac à traille. Si aucun vestige n'est aujourd'hui observable (contrairement à Neyron où les poteaux et même les câbles existent toujours), la cabane du passeur a subsisté jusqu'à la crue de 1990 qui l'a détruite.

#### L'église Saint-Florent

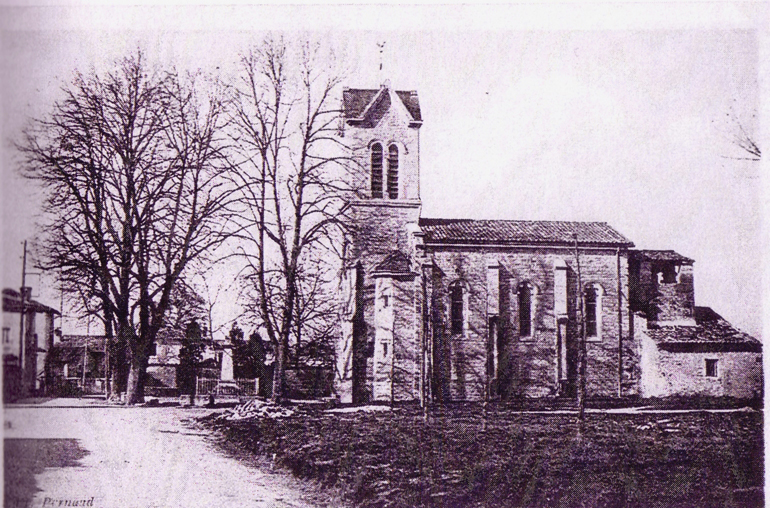
L'église Saint-Florent en 1900 ; on peut voir deux tilleuls devant l'église : ils furent plantés en 1873 et arrachés depuis.

Les crues de 1711 et de 1716 ayant détruit l'église, les villageois utilisèrent un bâtiment en ruine pour le culte, jusqu'à la construction d'une nouvelle église de 1881 à 1884. L'architecte de l'édifice était le montlueliste Girard, architecte à Lyon,. Un manque de moyens de la commune ne permit pas d'élaborer tout ce que Girard avait envisagé : côté sud, un bras de transept était prévu (des pierres en attente témoignent d'ailleurs de ce projet). L'archéologue Jean Giraud a émis l'hypothèse que des vestiges du XIIIe siècle auraient été utilisés dans la construction de la fin du XIXe siècle, notamment dans celle du chœur.

#### «Le Château» de Thil

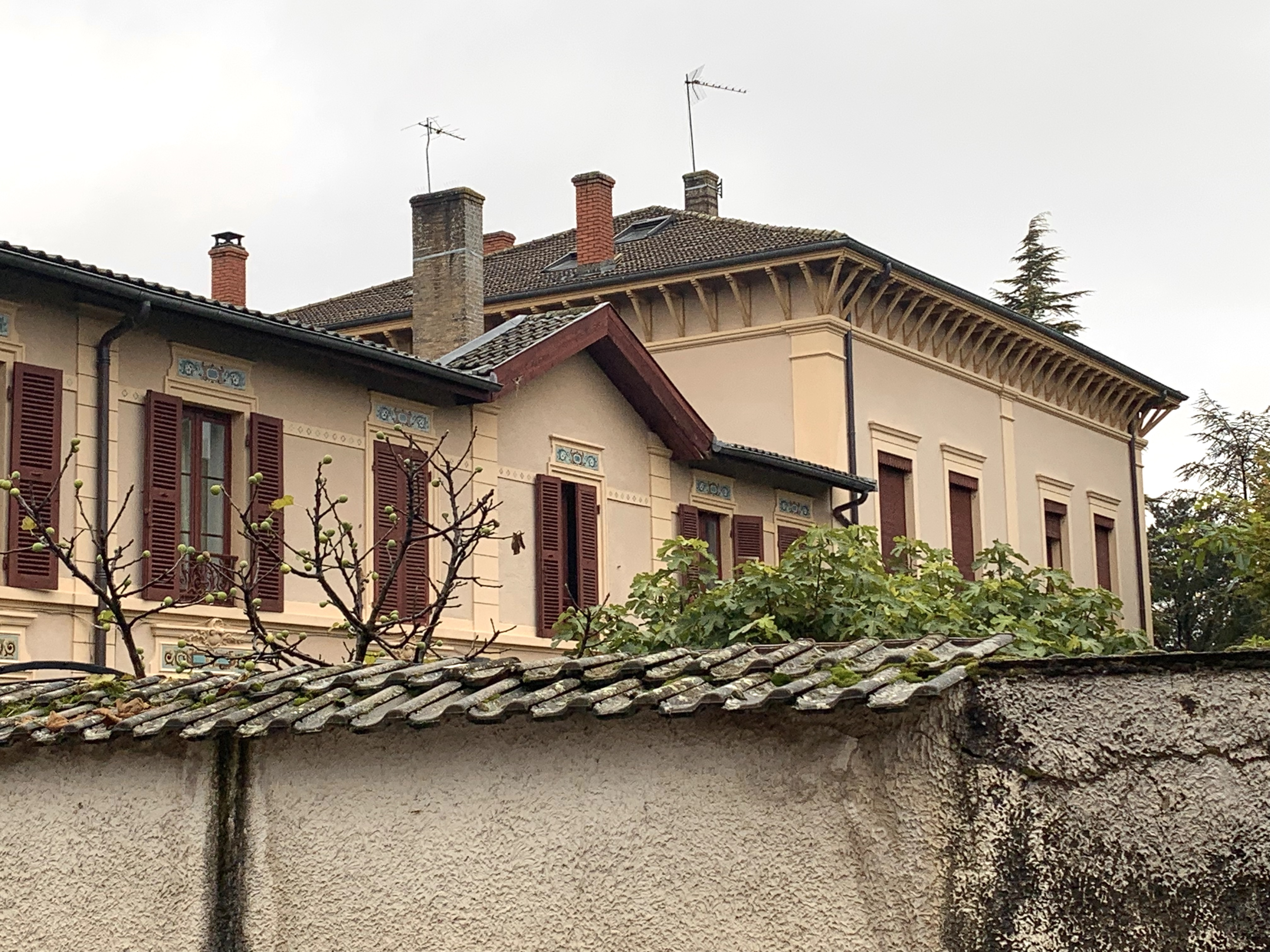
Façade ouest du Château visible depuis la rue du Stade.

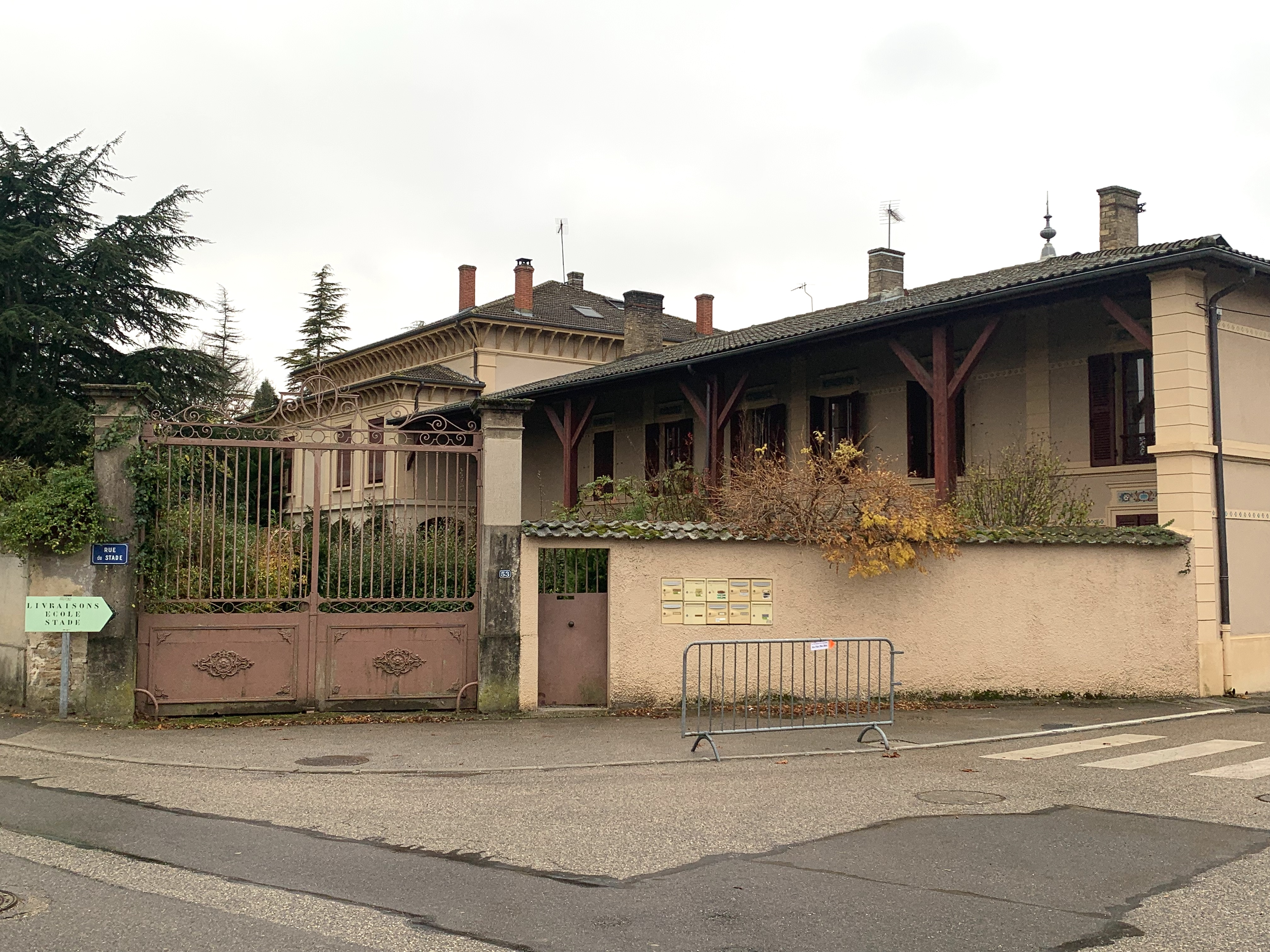
Façade nord du Château visible depuis la rue de la Mairie.

Au centre du village, on note la présence d'une grande maison bourgeoise. Communément appelée « Le Château », une première partie est construite en 1830 — celle qu'on perçoit de la rue de la Mairie, remarquable avec son large débord de toiture soutenu par de grandes poutres. Les encadrements de fenêtres sont surmontés sur cette partie de la maison de faïences. La partie méridionale, composée d'arcades, est achevée vers 1899.

#### Mairies et écoles

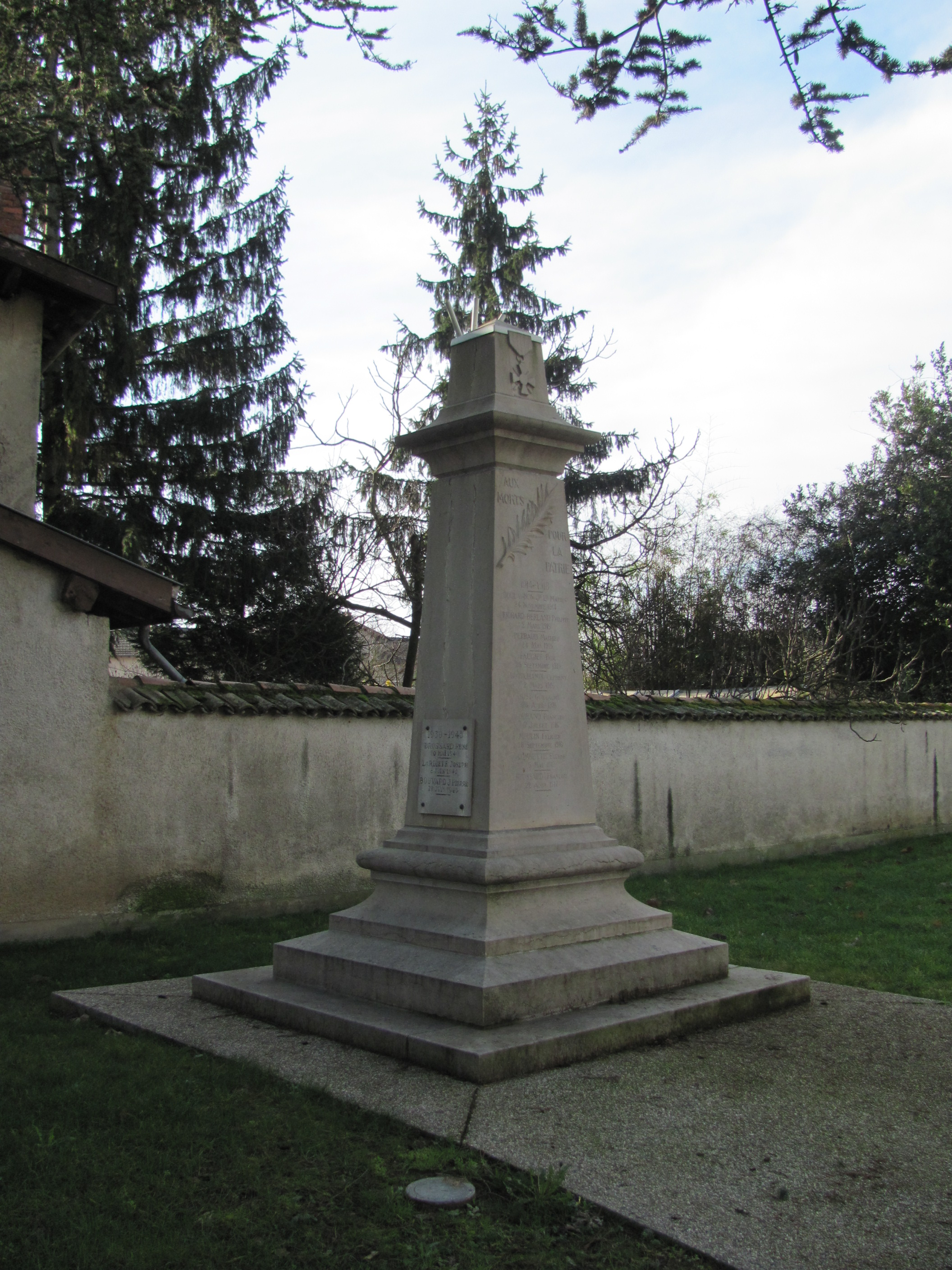
Le monument aux morts de Thil.

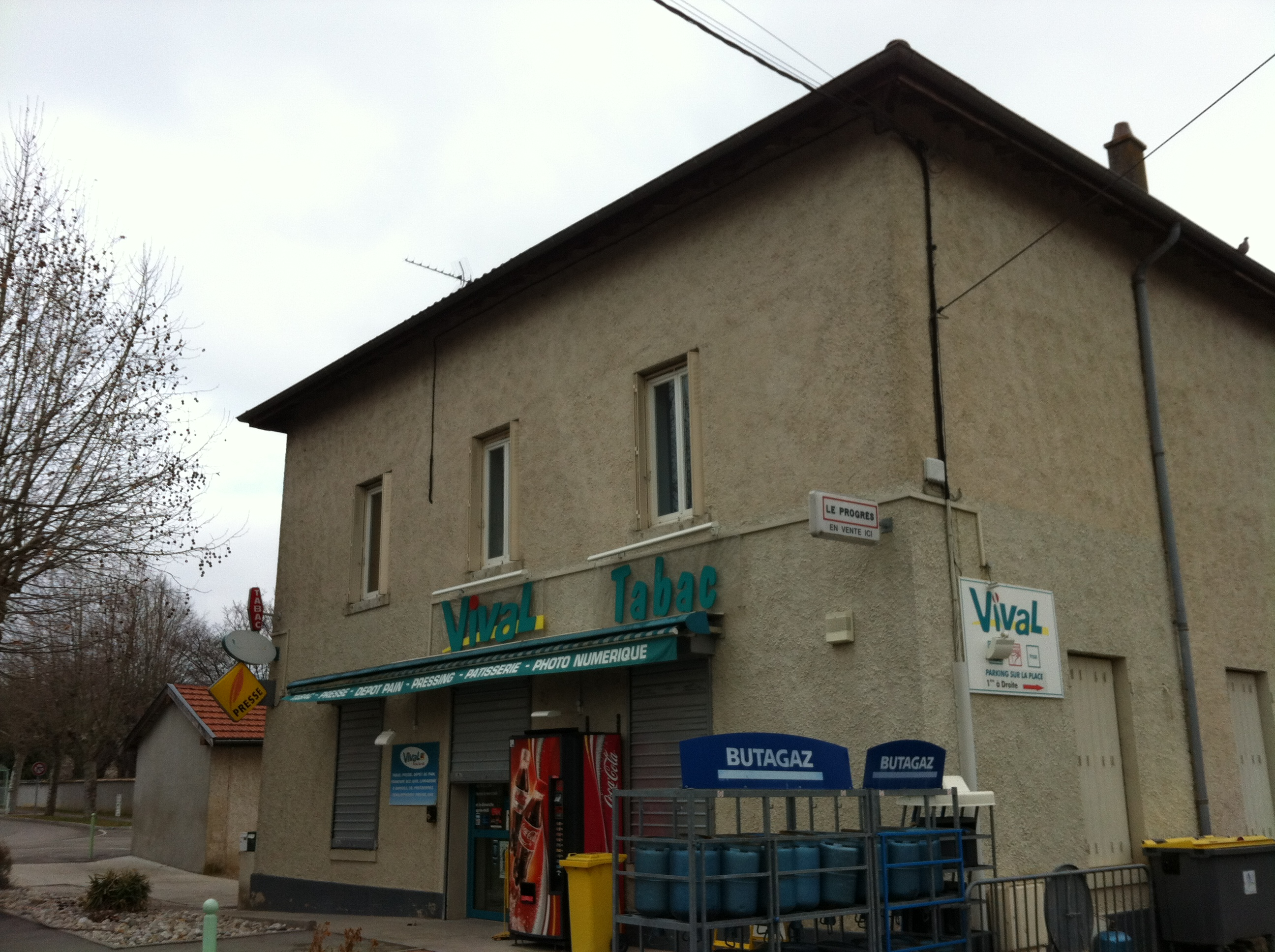
Ancienne mairie-école de Thil.

En termes de bâtiment, l'histoire des mairies de Thil est intimement liée à celle de ses écoles.

##### L'ancienne mairie
Elle fut construite entre 1856 et 1860 sur un terrain acheté en 1850 À sa mise en service, seul le rez-de-chaussée était utilisable : une partie par la mairie elle-même et l'autre partie, par l'école du village. Son architecte était Pierret. À la suite de la construction de la nouvelle mairie en 1965, seule l'école occupa le bâtiment, ceci jusqu'en 1992 et la construction du groupe scolaire (école maternelle et élémentaire) de Thil. De 2008 à 2012, le bâtiment est utilisé par la superette Vival du village. Depuis avril 2013, il est à nouveau occupé par une épicerie.

##### La «nouvelle mairie»
La « nouvelle mairie » a été construite en 1965 selon les plans de l'architecte Maxime Sommeron, également résistant du camp Didier (chevalier de la Légion d'honneur) et maire de Neyron de 1965 à 1983.
À proximité immédiate de la « nouvelle mairie », se trouve le monument aux morts sculpté par Léon Servonnet, tailleur à Meximieux. Il fut installé en 1921. À noter que Léon Servonnet a également sculpté le monument aux morts de Saint-Maurice-de-Beynost, installé en 1922.

#### La maison de Louis Hargé

Village miniature de Louis Hargé.

« Hargé-le-Rideau ».

La maison de Louis Hargé, située Route de Montluel, est constituée de plusieurs installations originales d'art brut dont la plus célèbre est « Hargé-le-Rideau » qui est une serre reproduisant à l'échelle 1/50e, le château d'Azay-le-Rideau. À côté de cette reproduction, se trouve le village imaginé et miniature de Louis Hargé.
Devant le cimetière de Thil se trouvait une sculpture, Le coq, réalisée par Louis Hargé. Par le passé se trouvait également Le dinosaure, qui est à présent exposé à la maison de Louis Hargé.
Il est également l'auteur des grilles stylisées de l'école du village,.

### Fête locale
Les « brandons » est une fête populaire qui avait lieu pour mardi gras : un feu était allumé en bord de Rhône par les premiers jeunes mariés de l'année ou (à défaut) par les derniers de l'année précédente. La circonstance était alors prétexte à la danse et à la dégustation de bugnes.

### Personnalités liées à la commune
- Louis Hargé (1925 - 2014[65]), résistant français blessé à Albi le 12 août 1944 (titulaire de la Légion d'honneur) et ancien boulanger. Il est l'artisan d'une maison originale incluant notamment une reproduction fidèle du château d'Azay-le-Rideau. Il a également été conseiller municipal de Thil.

- Jean-Christophe Devaux (1975- ), footballeur français. Il a commencé en équipe de jeunes à Thil[66].
- Valérie Murat, habitante de la commune, devient championne du monde de bowling par équipes en novembre 2021[67].

### Héraldique et logotype
La commune n'a pas de blason officiel.

#### Ancien logo
| Logo de Thil | Ancien logo de Thil : Le logo communal évoque la proximité du canal de Miribel et celle du Grand Parc de Miribel-Jonage. |

#### Logo
| Logo de Thil | Logo de Thil : Le logo utilise ici les tons orange et vert, tout en conservant son slogan Village eau et nature. La feuille de chanvre fait référence à une des hypothèses toponymiques du village. |

## Pour approfondir

### Vidéographie
- Documentaire Thil née du Rhône de Philippe Crozier, DREAL, 2021